# Лоши момчета (филм, 1995)
„Лоши момчета“ (на английски: Bad Boys) е американска екшън-комедия от 1995, продуцирана от Дон Симпсън и Джери Брукхаймър и режисирана от Майкъл Бей в дебюта му като режисьор. Във филма участват Мартин Лорънс и Уил Смит. Продължението на филма излиза през 2003, Лоши момчета 2.

## Сюжет
Маркъс Бърнет (Мартин Лорънс) и Майк Лаури (Уил Смит) са най-добри приятели и детективи в отдел наркотици на полицията в Маями. Една нощ, хероин за $100 милиона, конфискуван от мафията, е откраднат от полицейския трезор. От вътрешни работи имат подозрение, че е работа на корумпирани полицаи и предупреждава останалата част от отдела, че ако не върнат наркотиците до пет дни, отделът ще бъдат закрит.
Лаури иска от един от информаторите му и, бивша приятелка, Максин „Макс“ Логан (Карен Александер) да се оглежда за хора, които внезапно са забогатели. Максин работи като момиче на повикване и е наета от Еди Домингес (Емануел Хуереб), бивше корумпирано ченге и част от удара. Тя взима със себе си най-добрата си приятелка Джули Мот (Теа Леони). Шефът на Еди Домингес, френският наркобос Фуше (Чеки Карио) и хората му Каспър, Фъргюсън и Ноа Трафиканте не искат удара да бъде застрашен от външни хора които не знаят нищо за сделката. Затова Фуше застрелва Макс, а Фъргюсън убива Домингес. След като става свидетел на убийството, Джули успява да избяга през покрива.
Въпреки че не познава Лаури, Джули има довери само него, поради връзката му с Макс. Той обаче, е далеч, когато тя се свързва с полицията за убийствата, заплашвайки да избяга, ако не говори с Лаури. Капитан Конрад Хауърд (Джо Пантолиано) принуждава Бърнет да се представи за Лаури за да получи сътрудничеството на Джули. Маркъс успява да убеди Джули, че той е Майк Лаури и заедно те бягат от апартамент на Джули след престрелка по време на която Маркъс успява да убие Раджи, един от приближените Фуше. За да продължи заблудата, Бърнет и Лаури се разменят. Бърнет казва на семейството си, че трябва отиде в Кливланд за друг случай с наркотици, оставяйки Лаури с тях. Бърнет се премества в апартамент Лаури с Джули и кучетата ѝ. В присъствието на Джули, Бърнет се представя като Лаури докато Лаури се представя за Бърнет.
Разследването продължава с Лаури и Бърнет, които отиват при стария си информатор, Джоджо (Майкъл Империоли), бивш химик осъждан за наркотици, който сега работи в магазин за гуми. По-късно, Джули идентифицира един от убийците на Макс (Ноа Трафиканте), разглеждайки снимки от полицейските досиета. След това двете ченгета отиват в клуб Hell, едно от известните му свърталища. Без знанието на им, Джули ги проследява, нетърпелива да отмъсти на убийците на Макс. Въпреки че престъпниците ги веждат първи, след кратка битка между Марк и Каспър и преследване с коли, Лаури убива Ноа и тримата успяват да избягат. Инцидентът е уловен от камера на новинарски хеликоптер. Последвалия репортаж по-късно е видян от семейство на Бърнет.
В клуб Hell те откриват барели с етер, които Фуше използва за да разреди хероина, така Лаури и Бърнет решават отново да посетът Джоджо. След агресивен разпит, Джоджо им казва местоположението на химик, който разрежда откраднатите наркотици. Те отиват пред къщата на химика, и след като излиза го проследяват до мястото, където Фуше крие наркотици. След като се връщат в апартамента Лаури с Джули, се сблъскват със съпругата на Бърнет. Тя разваля тяхното прикритие и Джули се опита да избяга. Фуше и неговата банда пристигат в апартамент Лаурии и отвличат Джули. Поради това, вътрешни работи преназначават всички членове на отдел наркотици, затваряйки го ефективно, но капитан Хауърд го отлага, за да даде шанс на Лаурии и Бърнет да спасят Джули и да върнат наркотиците.
Бърнет, Лаурии и други двама детективи (Нестор Серано и 
Хулио Оскар Мечосо) от полицията в Маями организират план да спрат престъпниците преди да убият Джули и да продадат наркотиците. Последната престрелка избухва между ченгета и наркодилърите в летище Опа-Лока. Бърнет е прострелян в крака, след като спасява Джули от Фуше, но успява да убие Каспър като стреля по няколко близки барела с етер, които взривяват Каспър и няколко близки бандити. След като Майк убива Фъргюсън, той се опитва да хване Фуше, който го прострелва докато бяга от сградата. Бърнет и Джули спасяват Майк от горящата сграда с колата му.
Преследвайки колата на Фуше с Поршето на Лаурии, Бърнет го изблъсква в бетонна бариера, но той успява да излезе от колата. Опитвайки се да избяга, Фуше е прострелян в крака от Лаурии. Знаейки, че е победен, Фуше се опитва да подтикне Лаурии да го убие, което той почти прави като отмъщение за убийството на Макс, но Бърнет го спира. Докато е на земята, Фуше вади скрито оръжие, и се цели в Бърнет, но като вижда отражението от оръжието върху челото на партньора си, Лаурии се завърта и стреля по Фуше много пъти, като го убива.
По-късно, след като Маркъс и Майк изповядват своята взаимна платонична любов един към друг и са облекчени след като оцеляват след престрелката, Маркъс закопчава един за друг Джули и Майк с белезници и куцайки се отдалечава от тях.

## Актьори
- Мартин Лорънс като детектив Маркъс Бърнет
- Уил Смит като детектив Майк Лаури
- Теа Леони като Джули Мот
- Чеки Карио като Фуше
- Вик Манни като Фъргюсън
- Франк Джон Хюз като Каспър
- Джо Пантолиано като Конрад Хауърд
- Нестор Серано като детектив Санчес
- Хулио Оскар Мечосо като детектив Руиз
- Тереза Рандъл като Тереза Бърнет
- Ралф Гонзалес като Куни
- Марк Маколи като Ноа Трафиканте
- Емануел Хуереб като Еди Домингес
- Джон Салей като Флетчър
- Мардж Хелгенбъргър като капитан Алисън Синклер
- Майкъл Империоли като Джоджо
- Карен Александер като Макс Логан
- Саверио Гуера като Чет
- Крис Мичъм като сержант Копърфийлд

## Продукция
Снимките започват на 27 юни 1994, в компанията Dade Tire близо до центъра на Маями. Заснемането продължава в района, включително в хотелите Tides и Biltmore, в Съдебната палата Dade County и в няколко скъпи имота на частен остров. Втория етаж на сградата DuPont в центъра на Маями се превръща в полицейски участък и в товарен кораб в който е лабораторията за наркотици. Кулминационните сцени на Лоши момчета са заснети на летище Опа-Лока. Снимките приключва на 31 август.
В ранните етапи на развитие на филма, Симпсън и Брукхаймър първоначално предвиждат Дейна Карви и Джон Ловицза ролите. Когато филмът е написана за Карви и Ловиц, оригиналното заглавие на Лоши момчета е било Bulletproof Hearts. Арсенио Хол отказва ролята на Лаури, но след време казва че този избор е най-голямата грешка, която е правил някога. Ролята в крайна сметка отива при Смит.

## Дублажи

### bTV(2011)
| Преводач            | Христо Христов                                                                        |
| Режисьор на дублажа | Чавдар Монов                                                                          |
| Тонрежисьор         | Стефан Македонски                                                                     |
| Озвучаващи артисти  | Гергана Стоянова Десислава Чардаклиева Даниел Цочев Станислав Димитров Веселин Ранков |

### NOVA(2017)
| Преводач            | Бисер Пачев                                                                               |
| Режисьор на дублажа | Димитър Кръстев                                                                           |
| Тонрежисьор         | Димитър Кукушев                                                                           |
| Озвучаващи артисти  | Даниела Йорданова Елисавета Господинова Георги Георгиев-Гого Здравко Методиев Васил Бинев |